# Sebba
Sebba é uma cidade burquinense, capital da província de Yagha. Em 2012, sua população é inferior a 7 000 habitantes.